# Little Washbourne
Little Washbourne – wieś w Anglii, w hrabstwie Gloucestershire, w dystrykcie Tewkesbury, w civil parish Dumbleton. Leży 10,4 km od miasta Tewkesbury, 22,5 km od miasta Gloucester i 143,2 km od Londynu. W 1931 roku civil parish liczyła 27 mieszkańców. Wormington jest wspomniana w Domesday Book (1086) jako Waseburne.